# Родухельсторф
Родухельсторф (нем. Roduchelstorf) — община в Германии, в земле Мекленбург-Передняя Померания.
Входит в состав района Северо-Западный Мекленбург. Подчиняется управлению Шёнбергер Ланд. Население составляет 264 человека (на 31 декабря 2010 года). Занимает площадь 9,81 км².